# Août 1881

## Événements
- 3 août : le Royaume-Uni reconnaît l'indépendance du Transvaal sous la suzeraineté de principe de la couronne britannique à la convention de Pretoria.
- 13 août, Canada : mise en place de la statue de Notre-Dame-du-Saguenay.
- 15 août : ouverture de l'exposition internationale d'Électricité à Paris.
- 21 août et 4 septembre, France : élections à la Chambre. Poussée à gauche. Les républicains obtiennent 457 sièges contre 88 aux conservateurs.
- 26 août : la British North Bornéo (Chartered) Company est autorisée par une charte royale à administrer la région.

## Naissances
- 6 août : Leo Carrillo, acteur américain († 10 septembre 1961).
- 12 août : Cecil B. DeMille, cinéaste américain († 21 janvier 1959).
- 29 août : Valery Larbaud, écrivain français († 1957).

## Décès
- 6 août : James White, cofondateur de l'Église adventiste du septième jour.
- 29 août : Lucinda Sullivan, philanthrope irlandaise